# Яванський леопард
Яванський леопард (Panthera pardus melas) — підвид леопарда. Знайдені тільки на острові Ява. Доволі відрізняється від інших леопардів, а також є одним з найменших підвидів леопарда. Доки немає фактів, як леопард опинився на острові.

## Зовнішній вигляд
Спочатку яванського леопарда описували як класичну чорну пантеру з темними плямами та срібно-сірими очима. Насправді яванські леопарди мають або класичне плямисте, або повністю чорне забарвлення.

## Поширення та спосіб життя
Вважається, що у дикій природі залишилося лише близько 250 дорослих особин цього підвиду леопарда. Вони полюють на копитних, диких свиней і мавп, нападаючи також на свійську птицю і худобу. Вид здатний процвітати у різних екологічних нішах від гірських районів до тропічних лісів, що було зафіксовано вченими у 90-ті роки. Це робить його менш сприйнятливим до діяльності людини, ніж багатьох інших ссавців.

## Загрози
Виду загрожують скорочення кормової бази та місць проживання через вирубку лісів та сільськогосподарського використання нових земель, а також конфлікти з місцевими жителями. Ява — один із найбільш населених островів світу, де проживає 59 % населення Індонезії, а щільність населення перевищує таку в інших острівних націй. 90 % рослинності на Яві вже знищено, а первинні ліси зберігаються тільки в гірських районах, тому на острові залишається все менше місця для леопардів.

## Збереження
Під час моніторингу у 2001—2004 роках у національному парку Gunung Halimun на сході Яви зафіксовано близько 42—58 особин.

### В неволі
Деяка кількість тварин міститься в європейських та азійських зоопарках: в Індонезії, Німеччині, Чехії.

## Таксономія
Молекулярні дослідження дозволяють припустити, що яванські леопарди відмінні від інших азійських і відокремилися від них генетично сотні тисяч років тому. В середині Плейстоцена вони могли мігрувати на Яву з Південної Азії по існуючому в той час між материком і островами сухопутному мосту.